# Matorral xerófilo de las islas Europa y Bassas da India
El matorral xerófilo de las islas Europa y Bassas da India es una ecorregión de la ecozona afrotropical, definida por WWF, constituida por la isla Europa y el atolón Bassas da India, situados en el canal de Mozambique.

## Descripción
Es una ecorregión de desierto con una extensión total de unos 30 kilómetros cuadrados. Se trata de islas rocosas de origen volcánico rodeadas por arrecifes de coral. La isla Europa alcanza una altitud de 24 metros; sin embargo, Bassas da India es muy llana y a veces resulta inundada por las mareas.

## Flora
Se han identificado cuatro tipos de vegetación en la isla Europa:
- bosque seco del euforbio Euphorbia stenoclada
- pradera seca de la gramínea Sclerodactylon macrostachyum
- manglar pantanoso del mangle Rhizophora mucronata
- matorral costero de cuabilla costera (Suriana maritima

También pervive en el norte de la isla una plantación abandonada de sisal (Agave sisalana) y cocuiza (Furcraea foetida).

## Fauna
La isla Europa alberga una de las últimas poblaciones estables e inexplotadas de tortuga verde (Chelonia mydas) en todo el mundo. La tortuga carey (Eretmochelys imbricata) también es abundante.
Entre las aves marinas presentes cabe citar el rabijunco colirrojo (Phaethon rubricauda), el rabijunco menor (Phaethon lepturus), el rabihorcado grande (Fregata minor), el rabihorcado chico (Fregata ariel), el piquero patirrojo (Sula sula), el piquero pardo (Sula leucogaster), la pagaza piquirroja (Sterna caspia), el charrán sombrío (Sterna fuscata) y la pardela garrapatera (Puffinus lherminieri).
Varias especies de aves terrestres habitan en la isla:
- ojiblanco malgache (Zosterops maderaspatanus)
- garceta dimorfa (Egretta dimorpha)
- garcilla malgache (Ardeola idae)
- lechuza común (Tyto alba)
- cuervo blanco (Corvus albus), probablemente introducido

También se encuentran en la isla dos especies de eslizones: el eslizón de las Comoras (Mabuya comorensis) y Cryptoblepharus boutonii; y más de 55 especies de insectos.

## Endemismos
Una especie endémica de avispa calcidoidea, parásito especializado de la hormiga del bosque (Formica rufa).

## Estado de conservación
En peligro crítico. La isla Europa se encuentra muy degradada debido a las especies introducidas, principalmente cabras y ratas, a las instalaciones militares francesas presentes en la isla y a la polución del mar debida al elevado tráfico marítimo en el canal de Mozambique.

## Protección
Ambas islas son reservas naturales.